# آنا ويليامسون
آنا ويليامسون (بالإنجليزية: Anna Williamson)‏ هي صحفية بريطانية، ولدت في 23 يوليو 1981 في المملكة المتحدة.

## وصلات خارجية
- آنا ويليامسون على موقع IMDb (الإنجليزية)